# Een beetje
"Een beetje", por vezes abreviada para " 'n Beetje ", (em português "Um pouco") foi a canção vencedora do Festival Eurovisão da Canção 1959 que teve lugar em Cannes em 11 de março desse ano.
A referida canção foi interpretada em neerlandês por Teddy Scholten, foi a segunda vitória para os Países Baixos nos primeiros 4 anos do Festival Eurovisão da Canção. Na noite do festival, Teddy foi a quinta a cantar, a seguir Jacques Pills com "Mon ami Pierrot" pelo Mónaco e antes de Ellen Kessler com  "Heute Abend wollen wir tanzen geh'n" pela Alemanha. Venceu a competição, tendo recebido um total de 21 pontos. Seria sucedida, em 1960 por Rudi Carrell com "Wat een geluk". 

## Autores
| AUTORES                           |
| --------------------------------- |
| Letrista: Willy van Hemert        |
| Compositor: Dick Schallies        |
| Orquestrador: Dolf van der Linden |

## Letra
A música é mais um up-tempo que os vencedores anteriores deste festival tinham sido, além de ser um pouco menos grave. Scholten canta na perspectiva de uma jovem mulher que tinha sido questionada pelo  seu amante, se ela é "verdadeira" e "fiel", ao que ela responde: "Um pouco". Esta admissão é incomum, então justifica-se pelo comentário de que "todo mundo é apaixonado pelo menos uma vez", portanto, ninguém pode dizer que é inteiramente fiel a alguém. Condizente com a letra, a música tem uma melodia para ele que tinha sido falta dos vencedores anteriores.

## Versões
| Outras versões:                      |
| ------------------------------------ |
| * "Un p'tit peu" (francês)           |
| * "Sei ehrlich" (alemão)             |
| * "Un poco" (italiano)               |
| * "Om våren" (sueco)                 |
| * versão alternativa (em neerlandês) |